# María Angélica Mondaca
María Angélica Mondaca Jara (Concepción (Chile)) es bioquímica especializada en microbiología, Doctora en Ciencias Biológicas de la Universidad de Concepción (1995). Sus principales líneas de investigación comprenden la detección de compuestos genotóxicos mediante microorganismos y las interacciones entre metales y bacterias.
Ha participado como investigadora o coinvestigadora en más de 10 estudios de la Comisión Nacional de Investigación Científica y Tecnológica en Chile. Además, se desempeña como docente en el Departamento de Microbiología de la Facultad de Ciencias Biológicas de la Universidad de Concepción.
Actualmente es la investigadora principal del Laboratorio de Microbiología Ambiental, del Departamento de Micorbiología de la Facultad de Ciencias Biológicas de la Universidad de Concepción.

## Proyectos de investigación
Fondecyt 1060892. Modelación y optimización de un sistema de tratamiento de efluentes sobre la base de un proceso foto fenton heterogéneo, en serie con tratamiento biológico aeróbico, para depurar pesticidas residuales. 2006 – 2010. Coinvestigador.
Fondecyt 1070509. Integrated biological treatment for the removal of strogenic endocrine disrupters compounds contained in eucalipto and pino kraft mill efluents. 2007-2011 Coinvestigador
Fondecyt Proyecto N° 1080230. Photo- catalysed oxidation of antibiotic: mechanism and biological testing. 2008-2012. Coinvestigador
DIUC 208.036.035 –1.0. Bio-obtención de partículas de Selenio utilizando bacterias reductoras de origen natural.. 2008-2010. Investigador responsable
DIUC Patagonia 208.036.036-1sp. Caracterización de las comunidades microbianas del río Aysén y su potencial utilización como indicadores de perturbación ambiental. 2008-2010. Investigador responsable

## Acreditación para los siguientes programas de posgrado
Programa de Doctorado en Ciencias Ambientales con mención en Sistemas Acuáticos Continentales.
Programa de Doctorado en Ciencias Agropecuarias.
Programa de Magíster en Ciencias mención Microbiología

## Enlaces relacionados
- Currículum en la Comisión Nacional de Investigación Científica y Tecnológica de Chile

- Datos: Q6003339